# شرح حديث جنود العقل والجهل
شرح حديث جنود العقل والجهل هو کتاب لروح الله الخميني عن علم الأخلاق وعلم العرفان. وضح الكتاب وجهات نظر روح الله الخميني اللاهوتية والأخلاقية، ومثل كتابه شرح الاربعون حدیثا. يحتوي هذا الكتاب على نقاط صوفية وفلسفية ولاهوتية عميقة تستند إلى آيات القرآن وروايات أهل البيت في وصف صلاة المباهلة المعروفة بصلاة الفجر، وقد كتب عام 1347هـ (1307 هـ). ومكتوبة باللغة العربية. ترجم هذا الكتاب من قبل سيد أحمد فهري ونشر عدة مرات. صدر هذا العمل باللغة العربية عن معهد تنظيم ونشر أعمال الإمام الخميني.
وكان منهج المؤلف في شرح هذا الحديث في أغلب الأحوال كما يلي:
- أولاً: يذكر جزءاً من الرواية يذكر فيه جنود العقل والجهل، ويخصص فصلاً في شرحه.
- يشرح بعض الكلمات أو العبارات الصعبة والفعالة في تقديم صورة واضحة عن الصفات الأخلاقية.
- يتناول القضايا الأساسية المتعلقة بشرح صفة الخير والشر. فمثلاً صفات الخير التي تتفق مع الطبيعة وصفات الرذيلة تتعارض مع الطبيعة وتطرح أسئلة مثل: ما هي طريقة دراسة صفات الفضيلة وتجنب صفات الرذيلة؟ و…
- اذكر الروايات والآيات المتعلقة بصفات الخير أو الرذيلة.
- في فصول الكتاب، خصص المؤلف فصلاً للنصيحة.[2]